# Pöllat
Die Pöllat ist ein etwa zehn Kilometer langer Wildbach im bayerischen Teil des Ammergebirges. Unterhalb des Schlosses Neuschwanstein durchfließt sie die Klamm der Pöllatschlucht, die in 90 Metern Höhe von der Aussichtsplattform der Marienbrücke überspannt wird, was dem Bach besondere Bekanntheit verleiht.

## Etymologie
Erstmals schriftlich erwähnt wurde der Name Pöllat im Jahr 1321 („genhalp des Bellodes gelegen“). Er leitet sich wahrscheinlich vom althochdeutschen Verb bellōn für „schreien, brüllen“ und dürfte nach dem Geräusch des Wasserfalls benannt worden sein. Alternative Etymologien leiten den Namen vom keltischen Bellat ab, was so viel wie „donnernder Bach“ bedeutet.

## Geografie
Die Pöllat entsteht durch den Zusammenfluss mehrerer Quellbäche nahe der im Sommer bewirtschafteten Jägeralpe (1430 m) unterhalb des Sattels zwischen Hochblasse (1989 m), Schäfersblasse (1764 m) und Ochsenälpeleskopf (1905 m). Von dort fließt sie zunächst in westlicher Richtung bis zur 1167 m hoch gelegenen Bleckenau, einem Tal mit einer ehemaligen Jagdhütte von König Ludwig II. von Bayern. Dabei nimmt sie von rechts den Köllebach auf und passiert die Fundstelle des Neuschwanstein-Meteoriten, der hier am 6. April 2002 um 22:20:18 MESZ niederging. Hinter der Bleckenau nimmt die Pöllat eine mehr nordwestliche Richtung an. Von Südwesten (links) fließt ihr bald darauf der vom Zunderkopf herabziehende Vorgesäßgraben, von der Tegelbergseite Deutenhauser Bach und Tegelberggraben zu. Im Jugend genannten unteren Abschnitt des Hochtals nimmt die Pöllat von links den Mänglesgraben auf, bevor sie auf Höhe der Marienbrücke über zwei Wasserfälle in die Pöllatschlucht zwischen Schloss Neuschwanstein und Tegelberg hinabstürzt. Der klammartige Abschnitt ist über einen gesicherten Steig erschlossen, der von der Höhe des Schlosses bis zur Säge- und verfallenen Schwangauer Gipsmühle am Ausgang der Schlucht herunterführt. Im weiteren Verlauf verliert die Pöllat ihren wilden Charakter und fließt unterhalb des Tegelbergs noch rund drei Kilometer nordwärts, bis sie nach Unterquerung der B17 bei Mühlberg in den Abfluss des Bannwaldsees, die Mühlberger Ach, mündet. Kurz vor der Mündung nimmt sie noch den Hammergraben als rechten Nebenfluss auf. Über Lech und Donau fließen die Wasser der Pöllat letztendlich ins Schwarze Meer. Das durchschnittliche Gefälle der Pöllat liegt bei sieben Prozent.
Von der Marienbrücke über die Bleckenau bis zur Jägeralpe windet sich eine teilweise asphaltierte Fahrstraße zumeist parallel zum Fluss durch das Hochtal. Diese ist für den allgemeinen Verkehr gesperrt. In der Sommersaison besteht mehrmals täglich eine Busverbindung zwischen Hohenschwangau und der Bleckenau.

## Hochwasserschutz
Die Wasserführung der Pöllat schwankt stark. Insbesondere nach Starkregenereignissen können enorme Wassermassen den Wildbach hinabstürzen. Dabei reißen sie oft große Mengen Geschiebe – Steine, Geröll und Totholz – mit, die sich an Engstellen stauen und damit Verklausungen und Überschwemmungen auslösen können. Bei solchen Ereignisse gab es in der Vergangenheit, etwa an Pfingsten 1999, große Schäden an den Steig- und Sicherungsanlagen in der Pöllatschlucht sowie an Brücken über den Fluss. Ein 100-jährliches Hochwasser der Pöllat (HQ100) wird mit einer Abflussmenge von 79 m³/s veranschlagt.
Daher wurde im Herbst 2002 etwas oberhalb der Marienbrücke ein Wildholzrechen errichtet, der aus 21 mit Beton ausgegossenen Stahlsäulen besteht, die das Flussbett bis zu 4,5 m überragen. Der Rechen hat eine Auffangkapazität von 10.000 m³ Treibgut. Das Einzugsgebiet oberhalb des Sperrwerks beträgt 18,4 km².
Von 2014 bis 2019 war die Pöllatschlucht auf Grund von Felssturzgefahr durchgehend gesperrt und wurde umfangreich saniert und gesichert.
Wegen eines Felssturzes ist sie jedoch seit Oktober 2020 bis auf Weiteres wieder gesperrt.

## Geotop
Der Pöllatfall ist vom Bayerischen Landesamt für Umwelt als bedeutendes Geotop (Geotop-Nummer: 777R014) ausgewiesen.